# Cesseras
Cesseras (en occitan Sesseraç) est une commune française située dans le sud-ouest du département de l'Hérault, en région Occitanie.
Exposée à un climat méditerranéen, elle est drainée par la Cesse, l'Espène, le ruisseau du Pas de Fosse et par divers autres petits cours d'eau. Incluse dans le parc naturel régional du Haut-Languedoc, la commune possède un patrimoine naturel remarquable : deux sites Natura 2000 (les « causses du Minervois » et le « Minervois ») et deux zones naturelles d'intérêt écologique, faunistique et floristique.
Cesseras est une commune rurale qui compte 432 habitants en 2022.  Ses habitants sont appelés les Cesserais et Cesseraises.

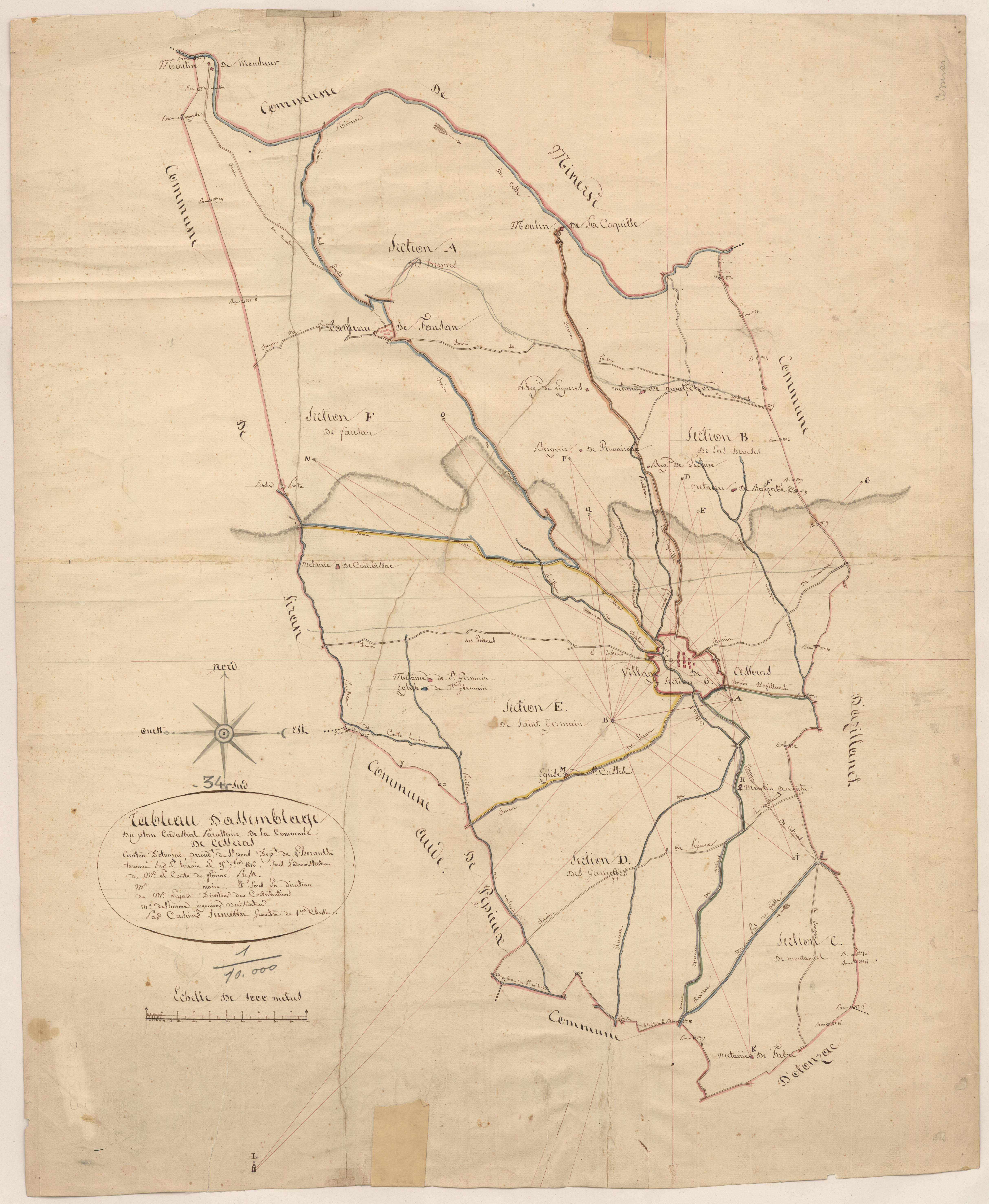
Tableau d'assemblage du plan cadastral parcellaire, 1816.

## Géographie

### Localisation
La commune est limitrophe du département de l'Aude.

### Communes limitrophes
Les communes limitrophes sont  Azillanet, Minerve, Olonzac, Pépieux et Siran.
|                | Minerve  |           |
| Siran          | Cesseras | Azillanet |
| Pépieux (Aude) | Olonzac  |           |

### Géologie et relief
Carte géologique
La commune de Cesseras se caractérise par une géographie variée : elle comprend l'extrémité de la grande plaine du Minervois et sa rencontre avec les coteaux des causses de Minerve et de Siran. Une partie importante des gorges de la Cesse dépend de Cesseras ; on y trouve notamment, à proximité du hameau de Fauzan, la célèbre grotte de l'Aldène (ou de la Coquille).
- Altitude minimale : 54 m ;
- altitude maximale : 417 m[1].

### Climat
Pour des articles plus généraux, voir Climat de l'Occitanie et Climat de l'Hérault.
En 2010, le climat de la commune est de type climat méditerranéen franc, selon une étude s'appuyant sur une série de données couvrant la période 1971-2000. En 2020, Météo-France publie une typologie des climats de la France métropolitaine dans laquelle la commune est exposée à un climat méditerranéen et est dans la région climatique  Provence, Languedoc-Roussillon, caractérisée par une pluviométrie faible en été, un très bon ensoleillement (2 600 h/an), un été chaud (21,5 °C), un air très sec en été, sec en toutes saisons, des vents forts (fréquence de 40 à 50 % de vents > 5 m/s) et peu de brouillards.
Pour la période 1971-2000, la température annuelle moyenne est de 14,8 °C, avec une amplitude thermique annuelle de 16 °C. Le cumul annuel moyen de précipitations est de 728 mm, avec 7,6 jours de précipitations en janvier et 3,2 jours en juillet. Pour la période 1991-2020, la température moyenne annuelle observée sur la station météorologique la plus proche, située sur la commune de Saint-Jean-de-Minervois à 12 km à vol d'oiseau, est de 15,1 °C et le cumul annuel moyen de précipitations est de 751,8 mm,. Pour l'avenir, les paramètres climatiques de la commune estimés pour 2050 selon différents scénarios d'émission de gaz à effet de serre sont consultables sur un site dédié publié par Météo-France en novembre 2022.

### Milieux naturels et biodiversité

#### Espaces protégés
La protection réglementaire est le mode d’intervention le plus fort pour préserver des espaces naturels remarquables et leur biodiversité associée,.
Un  espace protégé est présent sur la commune : 
le parc naturel régional du Haut-Languedoc, créé en 1973 et d'une superficie de 307 184 ha, qui s'étend sur 118 communes et deux départements. Implanté de part et d’autre de la ligne de partage des eaux entre Océan Atlantique et mer Méditerranée, ce territoire est un véritable balcon dominant les plaines viticoles du Languedoc et les étendues céréalières du Lauragais,.

#### Réseau Natura 2000

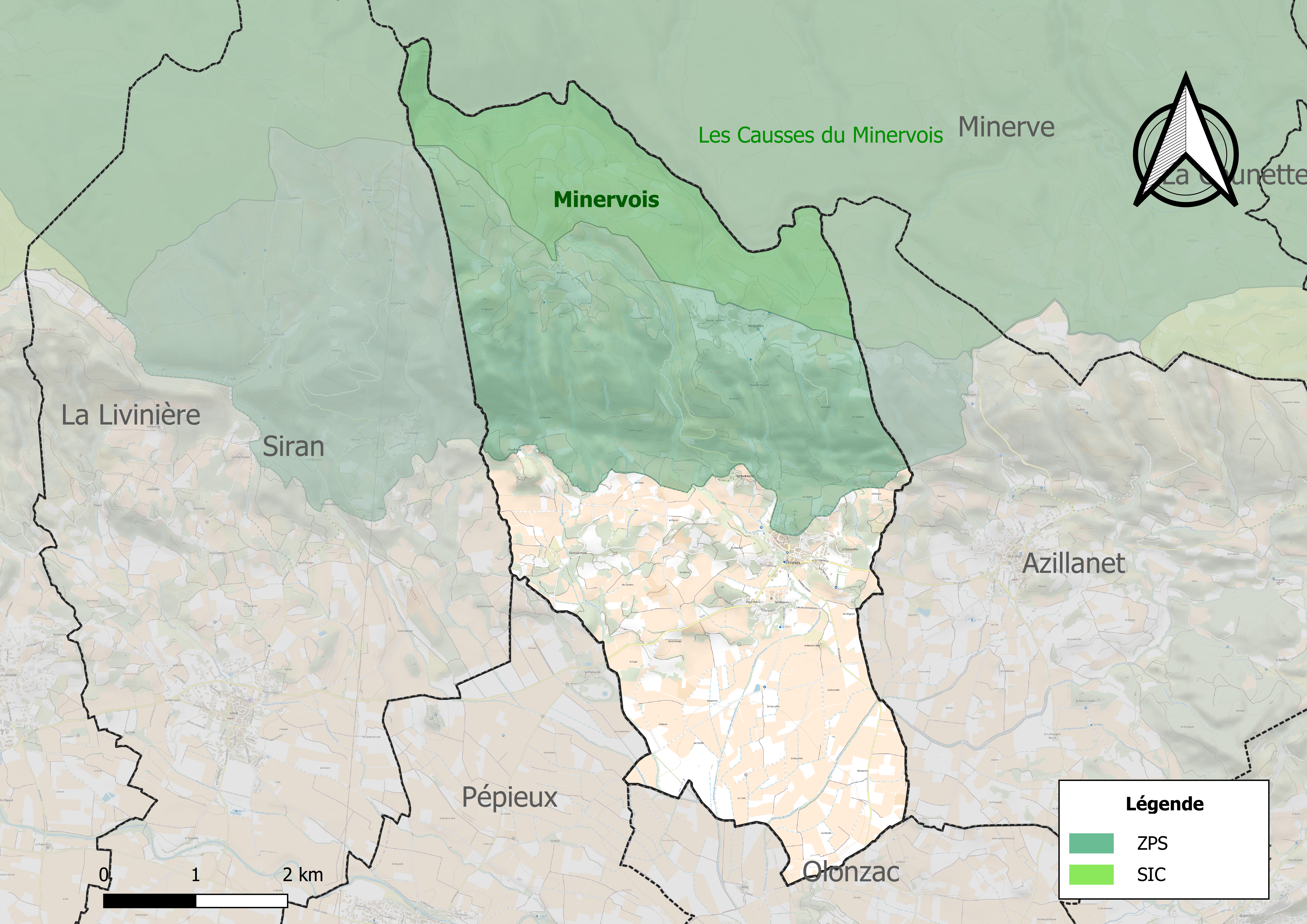
Site Natura 2000 sur le territoire communal.

Le réseau Natura 2000 est un réseau écologique européen de sites naturels d'intérêt écologique élaboré à partir des directives habitats et oiseaux, constitué de zones spéciales de conservation (ZSC) et de zones de protection spéciale (ZPS).
Un site Natura 2000 a été défini sur la commune au titre de la directive habitats :
- « les causses du Minervois », d'une superficie de 21 805 ha, importants pour la conservation des gîtes et zones de chasse des chauves-souris cavernicoles que sont le Rhinolophe euryale, le Minioptère de Schreibers et le Murin de Capaccini[15]

et un au titre de la directive oiseaux : 
- le « Minervois », d'une superficie de 24 820 ha, retenu pour la conservation de rapaces de l'annexe I de la directive oiseaux, en particulier l'Aigle de Bonelli et l'Aigle royal. Mais le Busard cendré, le Circaète Jean-le-Blanc et le Grand-Duc sont également des espèces à enjeu pour ce territoire[16].

#### Zones naturelles d'intérêt écologique, faunistique et floristique
L’inventaire des zones naturelles d'intérêt écologique, faunistique et floristique (ZNIEFF) a pour objectif de réaliser une couverture des zones les plus intéressantes sur le plan écologique, essentiellement dans la perspective d’améliorer la connaissance du patrimoine naturel national et de fournir aux différents décideurs un outil d’aide à la prise en compte de l’environnement dans l’aménagement du territoire.
Une ZNIEFF de type 1 est recensée sur la commune :
les « gorges de la Cesse » (977 ha), couvrant 5 communes du département et une ZNIEFF de type 2, : 
le « Haut Minervois » (21 605 ha), couvrant 26 communes dont cinq dans l'Aude et 21 dans l'Hérault.

Carte des ZNIEFF de type 1 et 2 à Cesseras.
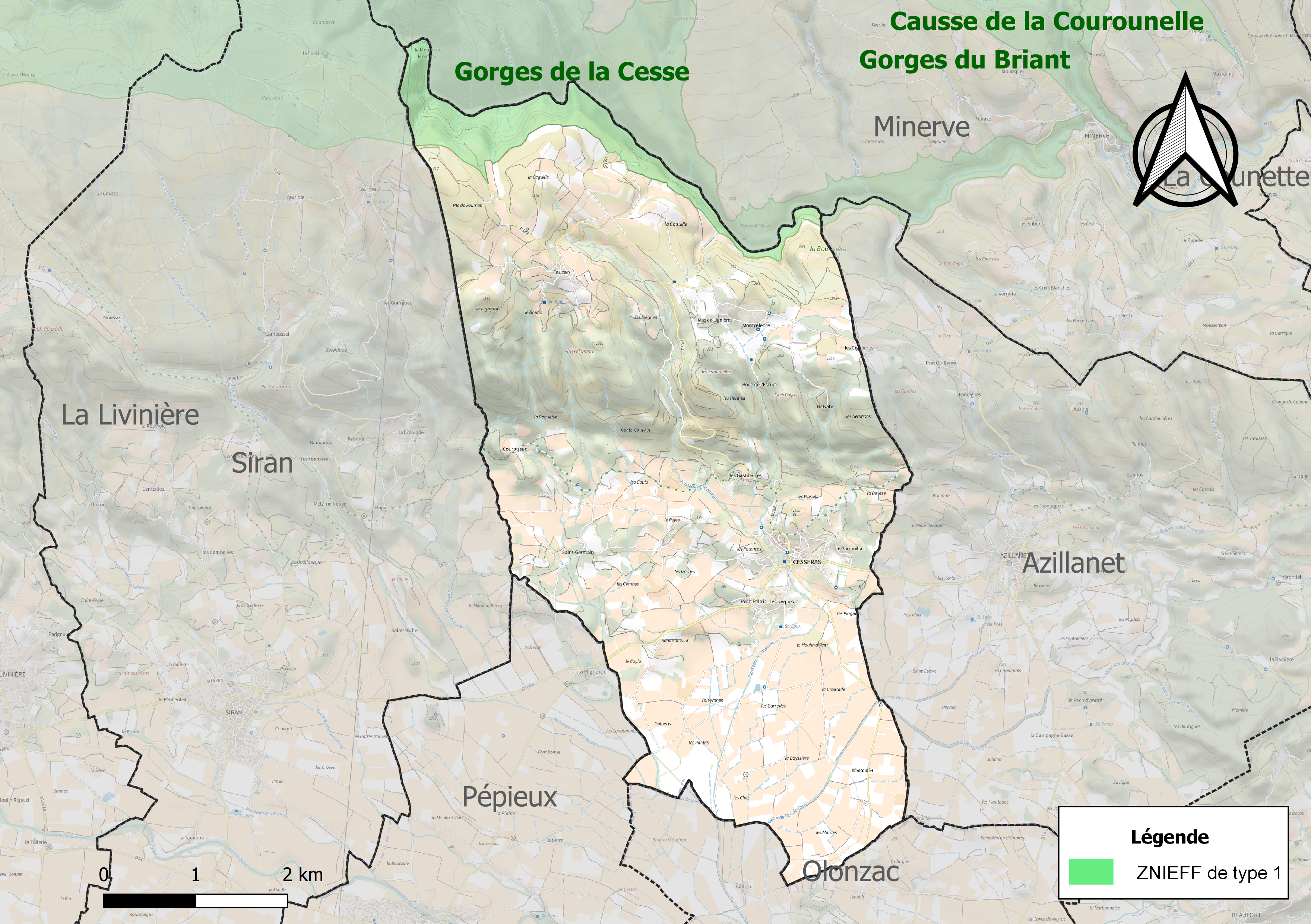
Carte de la ZNIEFF de type 1 sur la commune.
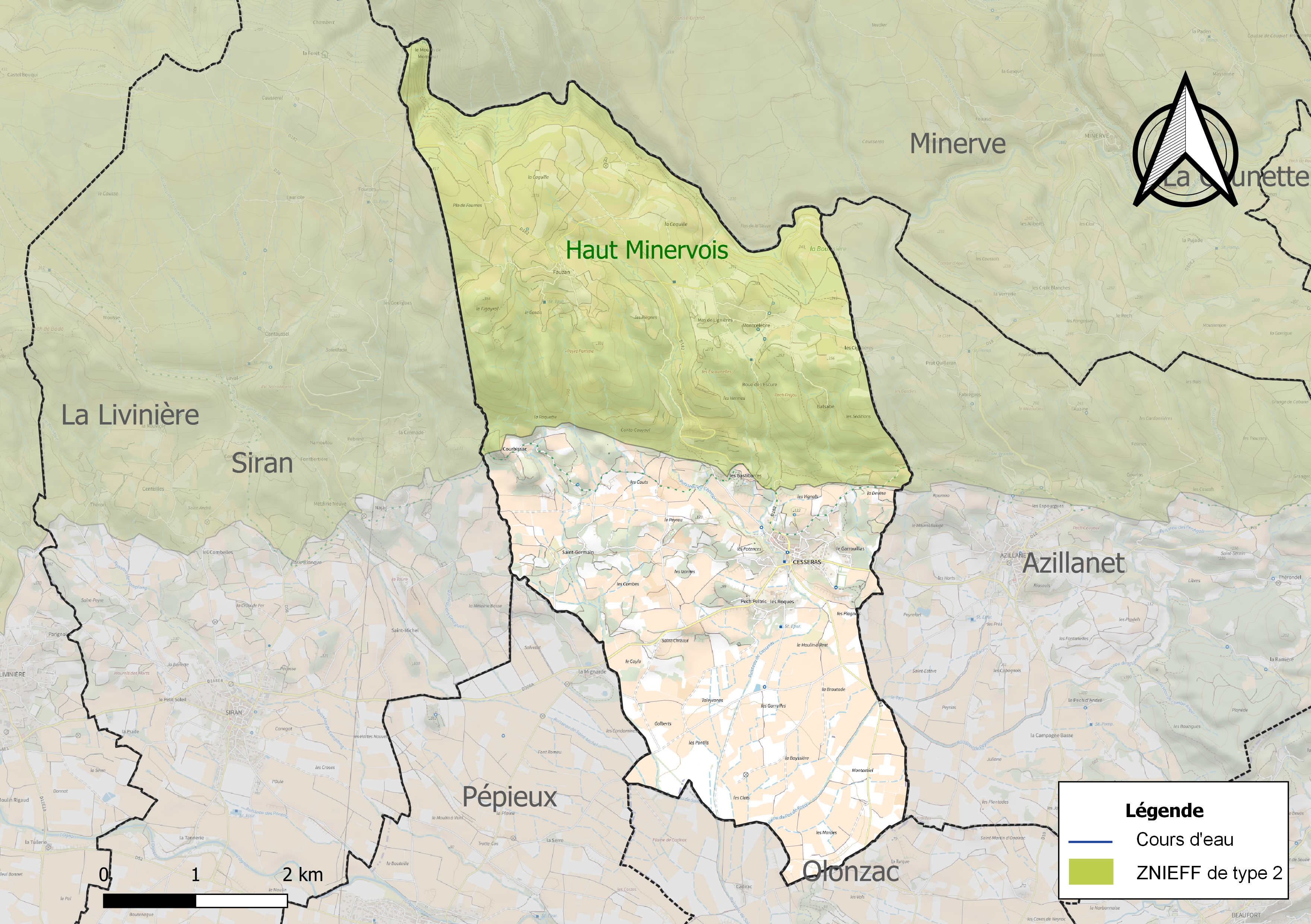
Carte de la ZNIEFF de type 2 sur la commune.

## Urbanisme

### Typologie
Au 1er janvier 2024, Cesseras est catégorisée commune rurale à habitat dispersé, selon la nouvelle grille communale de densité à sept niveaux définie par l'Insee en 2022.
Elle est située hors unité urbaine et hors attraction des villes,.

### Occupation des sols
L'occupation des sols de la commune, telle qu'elle ressort de la base de données européenne d’occupation biophysique des sols Corine Land Cover (CLC), est marquée par l'importance des territoires agricoles (72,9 % en 2018), en diminution par rapport à 1990 (74,1 %). La répartition détaillée en 2018 est la suivante : 
cultures permanentes (45,8 %), zones agricoles hétérogènes (27,1 %), milieux à végétation arbustive et/ou herbacée (25,9 %), forêts (1,2 %). L'évolution de l’occupation des sols de la commune et de ses infrastructures peut être observée sur les différentes représentations cartographiques du territoire : la carte de Cassini (XVIIIe siècle), la carte d'état-major (1820-1866) et les cartes ou photos aériennes de l'IGN pour la période actuelle (1950 à aujourd'hui).

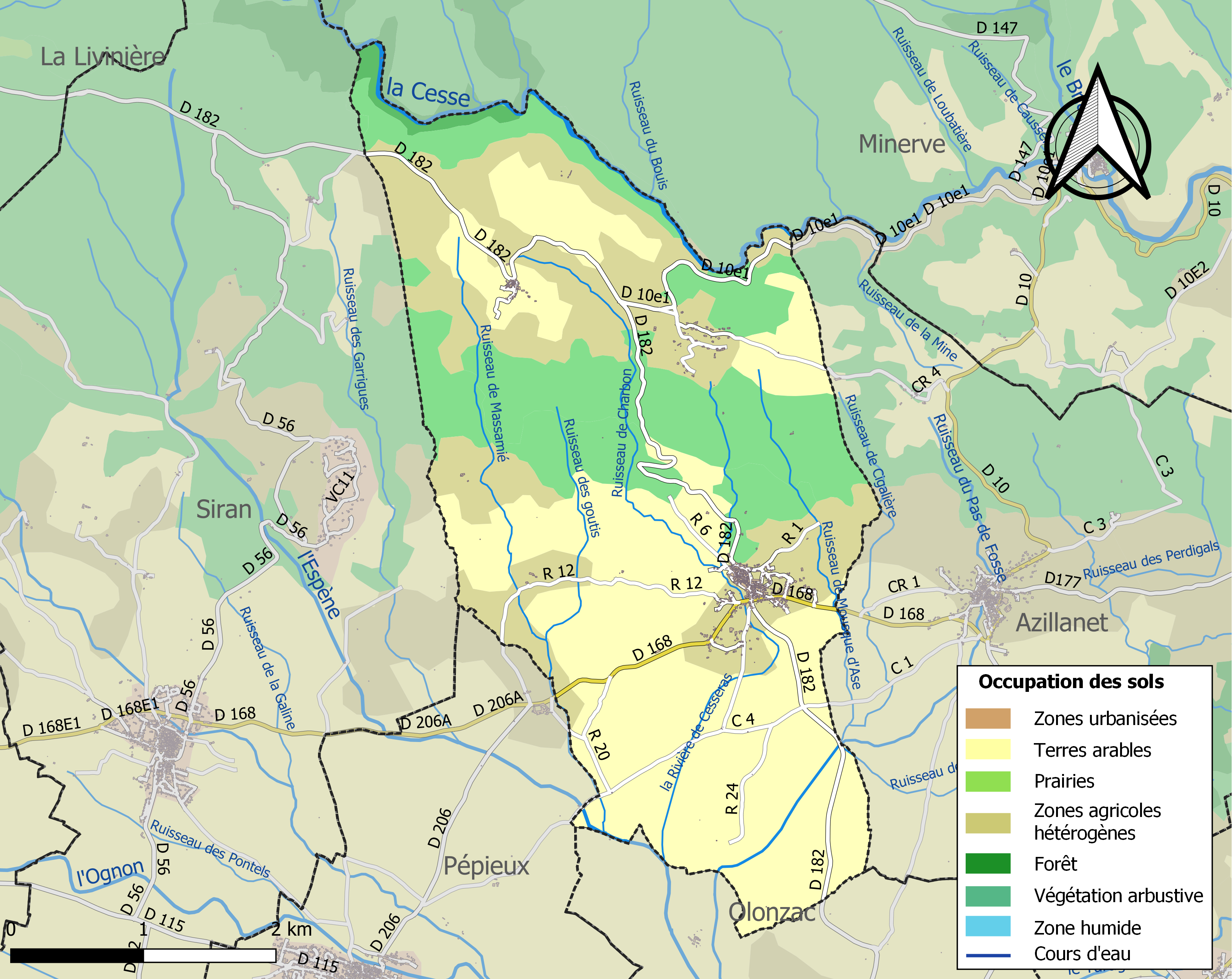
Carte des infrastructures et de l'occupation des sols de la commune en 2018 (CLC).

### Risques majeurs
Le territoire de la commune de Cesseras est vulnérable à différents aléas naturels : météorologiques (tempête, orage, neige, grand froid, canicule ou sécheresse), inondations, feux de forêts et séisme (sismicité faible). Il est également exposé à deux risques particuliers : le risque minier et le risque de radon. Un site publié par le BRGM permet d'évaluer simplement et rapidement les risques d'un bien localisé soit par son adresse soit par le numéro de sa parcelle.

#### Risques naturels
Certaines parties du territoire communal sont susceptibles d’être affectées par le risque d’inondation par débordement de cours d'eau, notamment la Cesse et l'Espène. La commune a été reconnue en état de catastrophe naturelle au titre des dommages causés par les inondations et coulées de boue survenues en 1982, 1997, 1999, 2001, 2014, 2017 et 2018,.
Cesseras est exposée au risque de feu de forêt. Un plan départemental de protection des forêts contre les incendies (PDPFCI) a été approuvé en juin 2013 et court jusqu'en 2022, où il doit être renouvelé. Les mesures individuelles de prévention contre les incendies sont précisées par deux arrêtés préfectoraux et s’appliquent dans les zones exposées aux incendies de forêt et à moins de 200 mètres de celles-ci. L’arrêté du 25 avril 2002 réglemente l'emploi du feu en interdisant notamment d’apporter du feu, de fumer et de jeter des mégots de cigarette dans les espaces sensibles et sur les voies qui les traversent sous peine de sanctions. L'arrêté du 11 mars 2013 rend le débroussaillement obligatoire, incombant au propriétaire ou ayant droit,.

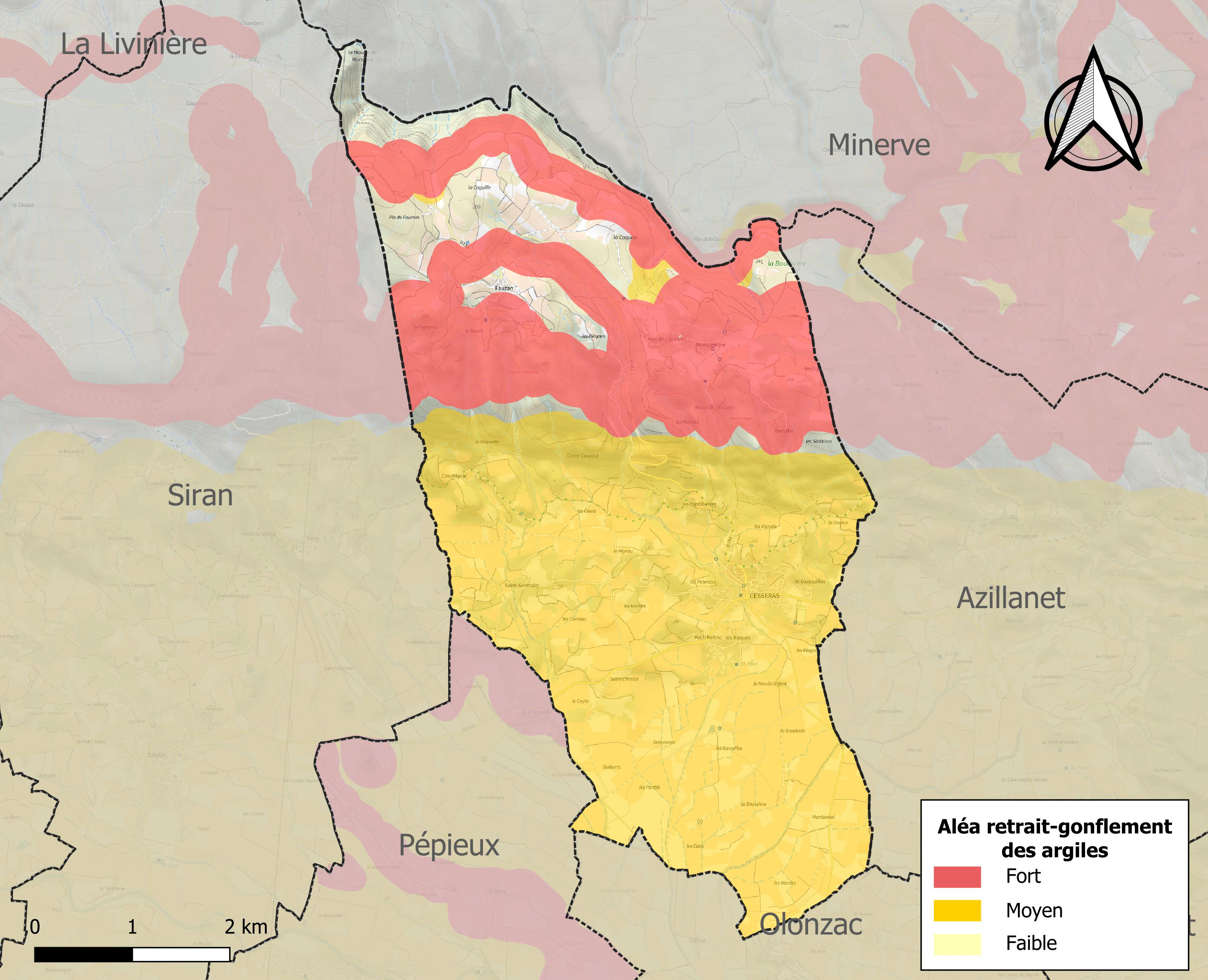
Carte des zones d'aléa retrait-gonflement des sols argileux de Cesseras.

Le retrait-gonflement des sols argileux est susceptible d'engendrer des dommages importants aux bâtiments en cas d’alternance de périodes de sécheresse et de pluie. 87,1 % de la superficie communale est en aléa moyen ou fort (59,3 % au niveau départemental et 48,5 % au niveau national). Sur les 332 bâtiments dénombrés sur la commune en 2019, 313 sont en aléa moyen ou fort, soit 94 %, à comparer aux 85 % au niveau départemental et 54 % au niveau national. Une cartographie de l'exposition du territoire national au retrait gonflement des sols argileux est disponible sur le site du BRGM,.
Par ailleurs, afin de mieux appréhender le risque d’affaissement de terrain, l'inventaire national des cavités souterraines permet de localiser celles situées sur la commune.

#### Risque particulier
L’étude Scanning de Géodéris réalisée en 2008 a établi pour le département de l’Hérault une identification rapide des zones de risques miniers liés à l’instabilité des terrains.  Elle a été complétée en 2015 par une étude approfondie sur les anciennes exploitations minières du bassin houiller de Graissessac et du district polymétallique de Villecelle. La commune est ainsi concernée par le risque minier, principalement lié à l’évolution des cavités souterraines laissées à l’abandon et sans entretien après l’exploitation des mines.
Dans plusieurs parties du territoire national, le radon, accumulé dans certains logements ou autres locaux, peut constituer une source significative d’exposition de la population aux rayonnements ionisants. Certaines communes du département sont concernées par le risque radon à un niveau plus ou moins élevé. Selon la classification de 2018, la commune de Cesseras est classée en zone 2, à savoir zone à potentiel radon faible mais sur lesquelles des facteurs géologiques particuliers peuvent faciliter le transfert du radon vers les bâtiments.

## Toponymie
Au cours des siècles, la graphie du toponyme de Cesseras a varié. « Le dictionnaire topographique de l’Hérault » (1865), œuvre d’Eugène Thomas, ancien président de la Société archéologique de Montpellier, les recense :
- Cesaranus seu Bassianum villa, 898 (archives de l'église de Narbonne H. L. H, pr. c. 28).
- Sesseraz, 1095 (2° cart. de la cathédrale de Narbonne ibid. 34o).
- Saisseras, 1100 (Spicil. X, 163).
- Ecel. S. Martialis de Seisseria in territorio Minerbensi, 1102 (archives de l'église de St-Pons; H. L. ibid. 357).
- De Cesseratis, 1135 (2° cart. de la cathédrale de Narbonne ibid. 480).
- Allod. de Cesserad, 1182 (G. christ. VI, inst. c. 88).
- Cesserats, 1222 (hôtel de ville de Narbonne H. L. III, pr.c. 275).
- Cesseratium, 1256 (mes de Colbert, ibid 521).
- Cesseras, seigneurie de la viguerie de Carcassonne, 1529 (dom. de Montp. ibid. V, c. 85); 1625 (pouillé); 1649 (ibid.); 1760 (ibid.).

Dans son étude « Les noms de lieux de l'Hérault » (Centre d'Études Occitanes ; Université Paul-Valéry-1983) Frank R. Hamlin relie l’étymologie de Cesseras à la rivière de la Cesse. Cependant, Paul Fabre, dans son ouvrage « Noms de lieux du Languedoc » (Editions Bonnet on, 1995) note que « les formes anciennes semblent renvoyer (au suffixe) –anum » : la première appellation connue de Cesseras (an 898) le montre : « Cesaranus seu Bassianum » qui évoque un César.
D’après Georges Sénié, il semblerait qu'Eugène Thomas ait confondu « Cesaranus » avec Sérame (hameau situé aujourd’hui à l'extrémité nord de la commune de Lézignan-Corbières) ; « Bassianum » renvoie au domaine de Bassanel, situé non loin de Sérame, sur le territoire communal d’Olonzac). Si l'on accepte cette analyse, la première graphie donnée de Cesseras serait à éliminer. Dès lors, l'hypothèse de Hamlin est plausible : Cesseras aurait un rapport direct avec la rivière Cesse.

## Histoire
L'occupation humaine est attestée sur la commune de Cesseras depuis 300 000 ans (fouilles de la grotte de la Coquille).
Le village n'apparaît officiellement dans l'histoire qu'en 844, dans un acte de Charles le Chauve (mention de la  villa Censaradus).
Au XIIIe siècle, au moment de la croisade contre les Albigeois, le seigneur accusé d'hérésie est dépossédé de ses biens et emprisonné à Carcassonne. En 1255, Saint Louis donne Cesseras à Raimond II Trencavel, en dédommagement des biens confisquées par la Couronne. C'est d'ailleurs dans le château seigneurial que serait mort cet avant-dernier des Trencavel, vers 1263, après avoir servi le roi de France lors de la septième croisade.
Lors de la guerre de Cent Ans, le village est ravagé par les routiers, qui détruisirent notamment l'église Saint-Geniès.
Le 25 octobre 1591, a lieu la bataille de Cesseras-Azillanet dans l'Hérault, pendant les guerres de Religion.
Sous l'Ancien Régime, l'église était sous le vocable de Saint-Geniès et sous l'invocation de Notre-Dame de la Serre. Il existait une paroisse annexe, Saint-Germain-de-Courbissac. Bien que citée en 1790, Saint-Germain n'est pas créée commune.

## Politique et administration
| Période                                  | Période  | Identité             | Étiquette | Qualité                    |
| ---------------------------------------- | -------- | -------------------- | --------- | -------------------------- |
| Les données manquantes sont à compléter. |          |                      |           |                            |
| 1947                                     | 1959     | Léon Boutet          |           |                            |
| 1959                                     | 1977     | Gérard Bel           |           |                            |
| 1977                                     | 1983     | Henri Bacou          |           |                            |
| 1983                                     | 2020     | Jean-Bernard Tolomio | DVG       | Retraité Fonction publique |
| 2020                                     | En cours | Magali Guiraud       |           |                            |

## Démographie
L'évolution du nombre d'habitants est connue à travers les recensements de la population effectués dans la commune depuis 1793. Pour les communes de moins de 10 000 habitants, une enquête de recensement portant sur toute la population est réalisée tous les cinq ans, les populations de référence des années intermédiaires étant quant à elles estimées par interpolation ou extrapolation. Pour la commune, le premier recensement exhaustif entrant dans le cadre du nouveau dispositif a été réalisé en 2005.

En 2022, la commune comptait 432 habitants, en évolution de +12,5 % par rapport à 2016 (Hérault : +7,49 %, France hors Mayotte : +2,11 %).
| 1793 | 1800 | 1806 | 1821 | 1831 | 1836 | 1841 | 1846 | 1851 |
| ---- | ---- | ---- | ---- | ---- | ---- | ---- | ---- | ---- |
| 520  | 456  | 539  | 617  | 605  | 578  | 572  | 586  | 605  |

| 1856 | 1861 | 1866 | 1872 | 1876 | 1881 | 1886 | 1891 | 1896 |
| ---- | ---- | ---- | ---- | ---- | ---- | ---- | ---- | ---- |
| 556  | 543  | 624  | 612  | 632  | 700  | 665  | 661  | 692  |

| 1901 | 1906 | 1911 | 1921 | 1926 | 1931 | 1936 | 1946 | 1954 |
| ---- | ---- | ---- | ---- | ---- | ---- | ---- | ---- | ---- |
| 648  | 676  | 634  | 663  | 638  | 679  | 669  | 527  | 514  |

| 1962 | 1968 | 1975 | 1982 | 1990 | 1999 | 2005 | 2006 | 2010 |
| ---- | ---- | ---- | ---- | ---- | ---- | ---- | ---- | ---- |
| 560  | 442  | 433  | 388  | 382  | 400  | 419  | 422  | 372  |

| 2015 | 2020 | 2022 | - | - | - | - | - | - |
| ---- | ---- | ---- | - | - | - | - | - | - |
| 383  | 420  | 432  | - | - | - | - | - | - |

Les listes nominatives de recensement de population ont été numérisées et sont consultables en ligne sur le site des Archives départementales de l’Hérault.

## Économie

### Revenus
En 2018, la commune compte 191 ménages fiscaux, regroupant 367 personnes. La médiane du revenu disponible par unité de consommation est de 17 500 € (20 330 € dans le département).

### Emploi
|                | 2008   | 2013   | 2018   |
| -------------- | ------ | ------ | ------ |
| Commune        | 11 %   | 13,7 % | 15,1 % |
| Département    | 10,1 % | 11,9 % | 12 %   |
| France entière | 8,3 %  | 10 %   | 10 %   |

En 2018, la population âgée de 15 à 64 ans s'élève à 236 personnes, parmi lesquelles on compte 70,2 % d'actifs (55,1 % ayant un emploi et 15,1 % de chômeurs) et 29,8 % d'inactifs,. Depuis 2008, le taux de chômage communal (au sens du recensement) des 15-64 ans est supérieur à celui de la France et du département.
La commune est hors attraction des villes,. Elle compte 92 emplois en 2018, contre 84 en 2013 et 102 en 2008. Le nombre d'actifs ayant un emploi résidant dans la commune est de 135, soit un indicateur de concentration d'emploi de 68,1 % et un taux d'activité parmi les 15 ans ou plus de 48 %.
Sur ces 135 actifs de 15 ans ou plus ayant un emploi, 55 travaillent dans la commune, soit 41 % des habitants. Pour se rendre au travail, 84,3 % des habitants utilisent un véhicule personnel ou de fonction à quatre roues, 0,7 % les transports en commun, 2,8 % s'y rendent en deux-roues, à vélo ou à pied et 12,1 % n'ont pas besoin de transport (travail au domicile).

### Activités hors agriculture

#### Secteurs d'activités
21 établissements sont implantés  à Cesseras au 31 décembre 2019.
Le secteur du commerce de gros et de détail, des transports, de l'hébergement et de la restauration est prépondérant sur la commune puisqu'il représente 52,4 % du nombre total d'établissements de la commune (11 sur les 21 entreprises implantées  à Cesseras), contre 28 % au niveau départemental.

#### Entreprises et commerces
L'entreprise ayant son siège social sur le territoire communal qui génère le plus de chiffre d'affaires en 2020 est : 
- Le Mas De Lignieres, terrains de camping et parcs pour caravanes ou véhicules de loisirs (40 k€)

### Agriculture
La commune est dans le « Minervois », une petite région agricole occupant une petite partie du sud-ouest du département de l'Hérault. En 2020, l'orientation technico-économique de l'agriculture  sur la commune est la viticulture.
|               | 1988 | 2000 | 2010 | 2020  |
| ------------- | ---- | ---- | ---- | ----- |
| Exploitations | 75   | 60   | 43   | 37    |
| SAU (ha)      | 761  | 747  | 628  | 1 032 |

Le nombre d'exploitations agricoles en activité et ayant leur siège dans la commune est passé de 75 lors du recensement agricole de 1988  à 60 en 2000 puis à 43 en 2010 et enfin à 37 en 2020, soit une baisse de 51 % en 32 ans. Le même mouvement est observé à l'échelle du département qui a perdu pendant cette période 67 % de ses exploitations,. La surface agricole utilisée sur la commune a quant à elle augmenté, passant de 761 ha en 1988 à 1032 ha en 2020. Parallèlement la surface agricole utilisée moyenne par exploitation a augmenté, passant de 10 à 28 ha.

## Culture locale et patrimoine

### Lieux et monuments

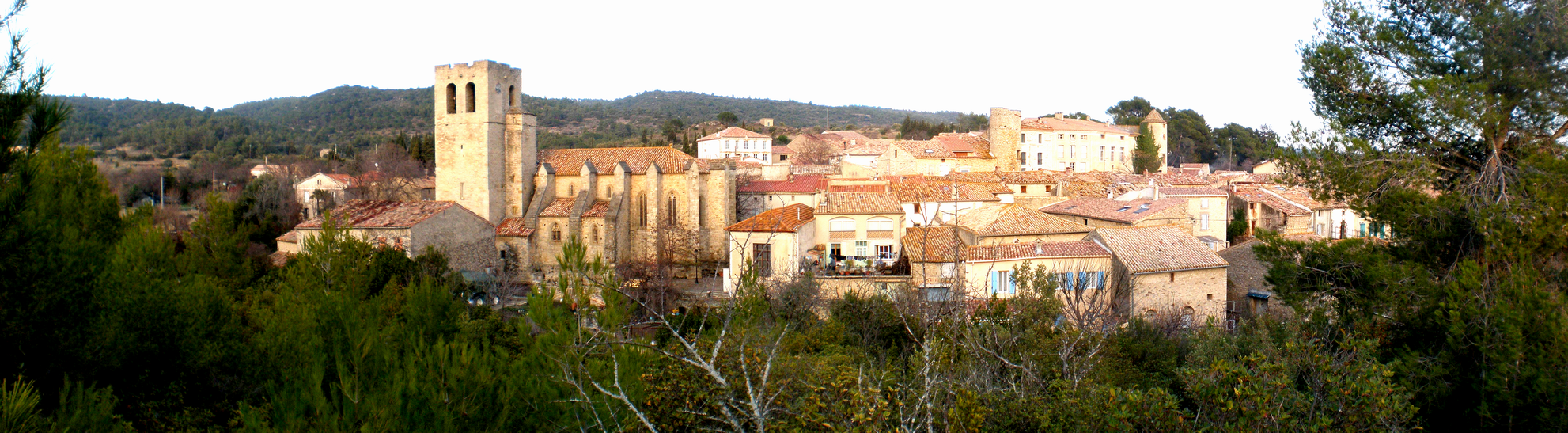
Vue panoramique de Cesseras

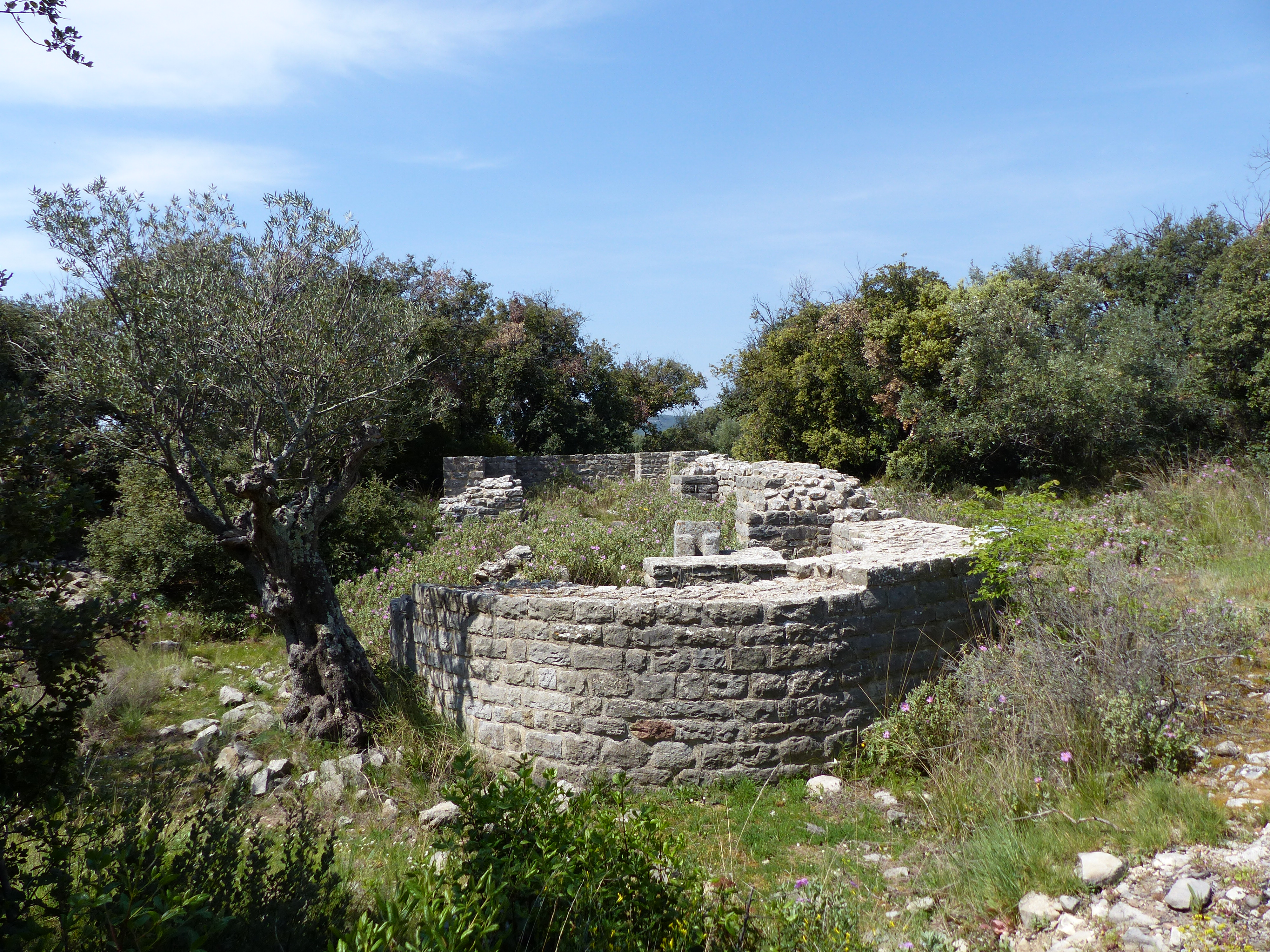
Chapelle Saint-Salvy

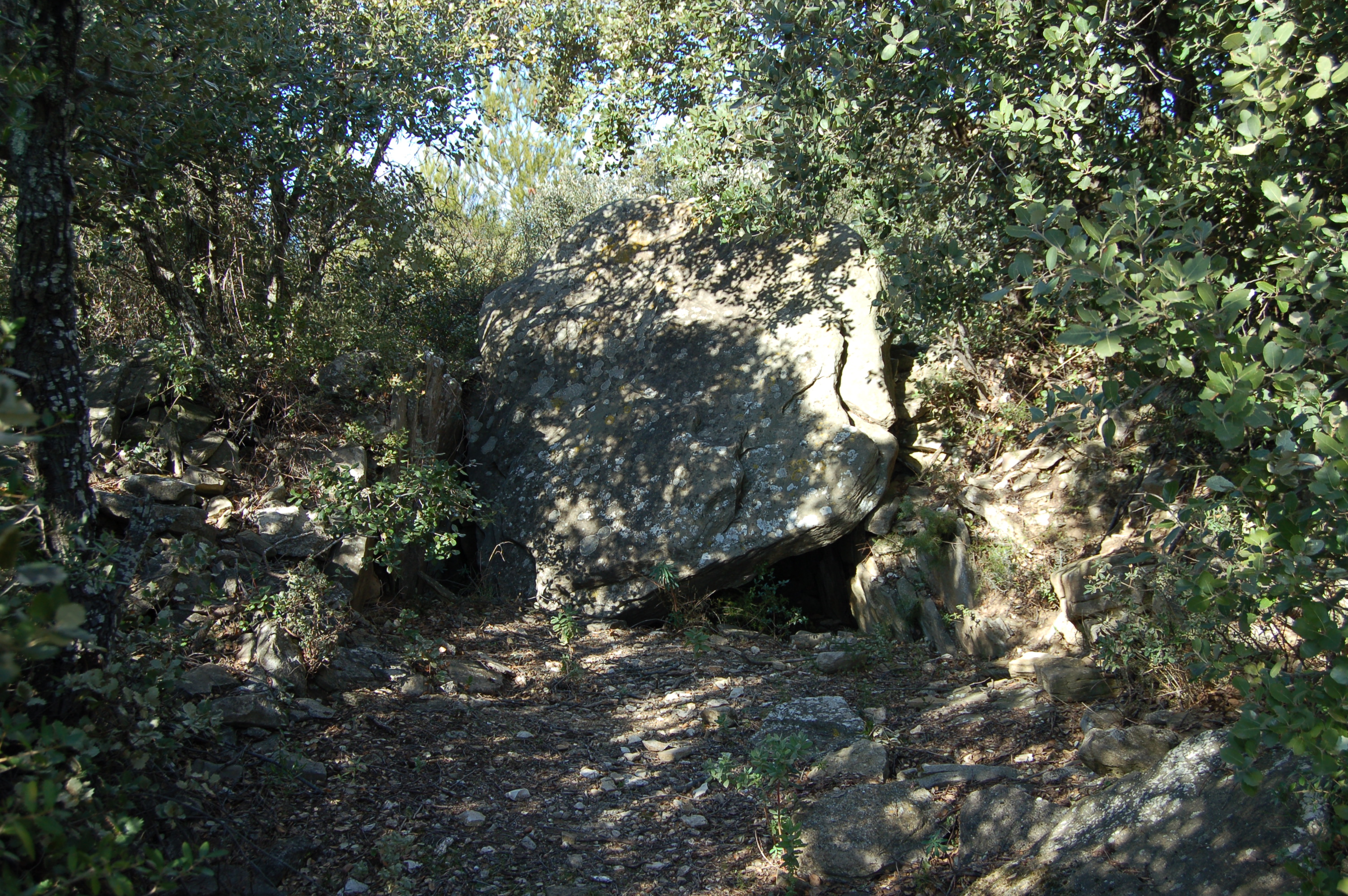
Dolmen de la Cigalière

La commune est particulièrement riche en monuments historiques :
- Grotte d'Aldène (dite aussi de Fauzan ou de la Coquille). Elle fait l’objet d’un classement au titre des monuments historiques depuis le 17 janvier 1955[41].
- Dolmen de la Cigalière (métairie de Balzabé). Il fait l’objet d’un classement au titre des monuments historiques depuis le 10 décembre 1981[42]..

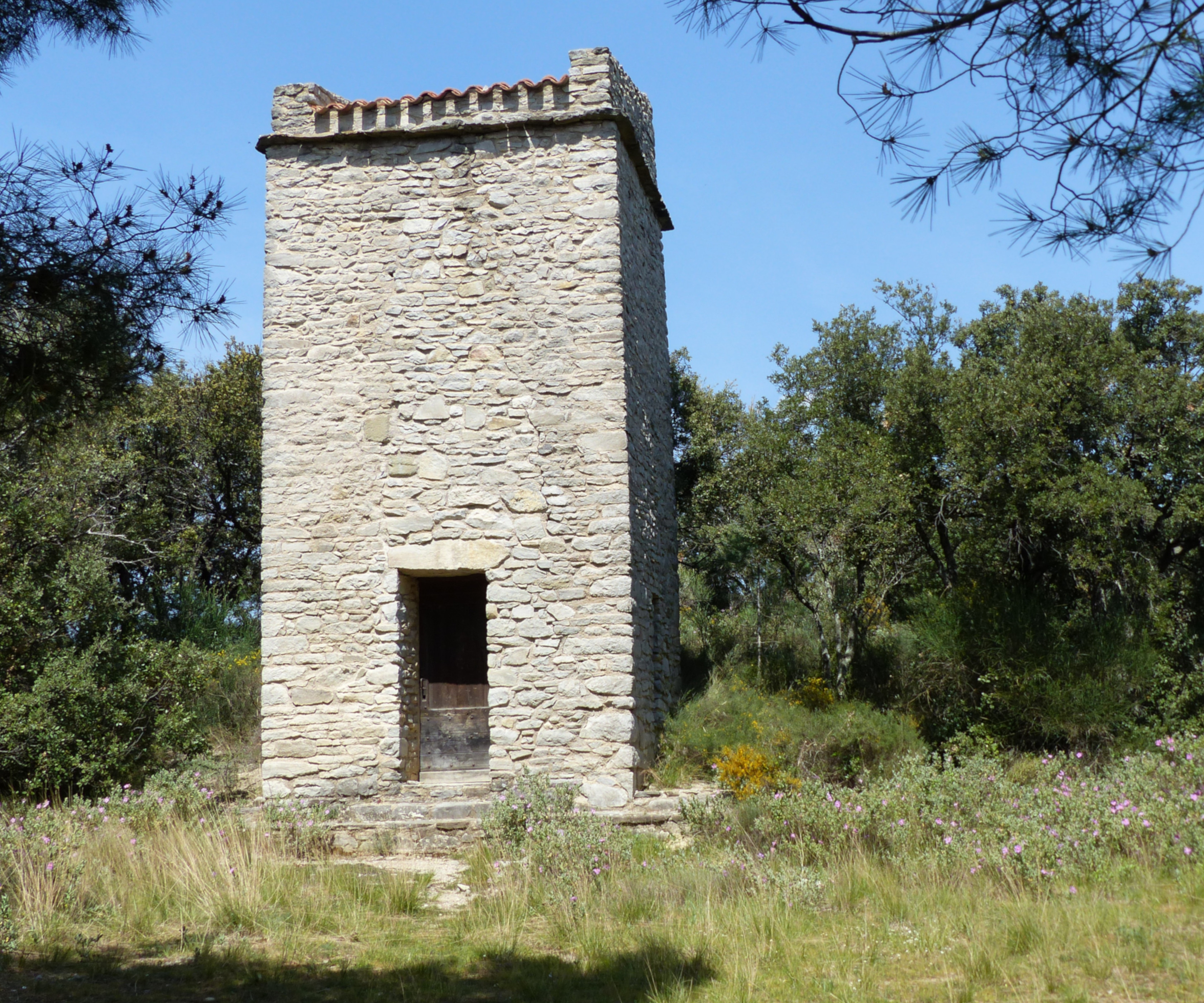
Tour Saint Salvy

- Tour Saint SalvyChapelle Saint-Germain de Cessera[43] (à deux kilomètres à l'ouest du village), chef-d'œuvre de l'art roman en Minervois, caractérisée par ses bandes lombardes. C'est l'ancienne église paroissiale d'un village aujourd'hui disparu. La première campagne de chantier remonte au XIe siècle ; l'édifice a ensuite été surélevée au XIIe siècle (la différence d'appareil est bien visible). L'intérieur, à vaisseau unique, est voûté en berceau brisé pour la nef et en cul-de-four pour l'abside. L'église fait l’objet d’un classement au titre des monuments historiques depuis le 17 avril 1947[44]..
- Église Saint-Geniès-de-Rome de Cesseras, église paroissiale du village caractéristique du gothique méridional : vaste nef unique ouverte sur des chapelles latérales, abside à pans rayonnants. L'édifice a été reconstruite au XVe siècle après les ravages des Routiers. Son portail renaissance, protégé sous un porche à croisée d'ogives, est daté du XVIe siècle. Le clocher, puissante tour crénelée, est le seul vestige de l'édifice roman antérieur. Il faisait partie du système de fortification du village. Il renferme un trésor d'art sacré, dont le fameux bras reliquaire de Saint-Salvy (visite : renseignement à la mairie). L'église fait l’objet d’un classement au titre des monuments historiques depuis le 6 mars 1933[45].
- Site de l'ancienne chapelle Saint-Salvy : vestiges d'une chapelle du Haut Moyen Âge, présentant un appareil en opus spicatum caractéristique. L'édifice a été détruite durant les guerres de religion ; son trésor a été transporté à l'église Saint-Geniès. Les ruines sont classées Monument Historique par arrêté du 15 septembre 1971.
- Le vieux village conserve des vestiges de ses remparts (tours et courtines). Il possède aussi quelques vieilles maisons (fenêtres à meneaux) et des éléments de l'ancien château, démantelé à partir de la Révolution : deux tours rondes, dont une couronnée d'une couverture à tuiles vernissées. Le site du village, niché sous les premiers contreforts du Massif Central, est particulièrement séduisant.

### Personnalités liées à la commune
Cesseras aurait accueilli, selon la légende, le dernier ressortissant de la lignée des Trencavel, Raymond II, qui serait mort dans le château seigneurial vers 1267.
Le village de Cesseras est le berceau familial de Nancy Fabre, Révérende Mère Mechtilde Fabre (Cesseras 1839/Lima 1919), Supérieure Principale des Sœurs de St Joseph de Cluny qui fonda au Pérou de nombreuses maisons d'éducation et qui reçut en marque de reconnaissance du gouvernement français les palmes d'Officier d'Académie en 1917.
On lui doit la fondation de six maisons d'éducation :
- Deux à Lima dont le grand pensionnat fondé en 1889 qui, vu son importance, devint la Maison Principale du district du Pérou.
- Une maison d'éducation fondée à Ica en 1890.
- Un pensionnat fondé en 1893 au port de Lima (Le Callao).
- Une cinquième maison d'éducation dans la montagne fondée à Barranco en 1904.
- Une dernière maison à Chicuito, au bord de la mer, construit en 1909.

### Héraldique
| Blason de Cesseras | Les armes de Cesseras se blasonnent ainsi : de gueules à trois fasces d'or, à une hache d'armes d'argent brochant en pal.. |

### Fonds d'archives
- Fonds : Archives communales de Cesseras (1328-1789) [1,20 ml].  Cote : 75 EDT. Montpellier : Archives départementales de l'Hérault (présentation en ligne).